# Kenshi Nagai

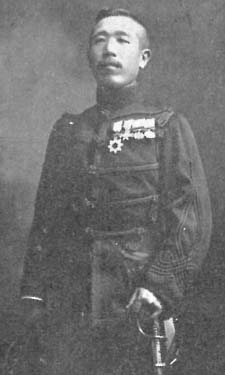
Kenshi Nagai

Kenshi Nagai (Japans: 永井建子, Nagai Kenshi) (Saeki-ku, wijk van Hiroshima, 17 oktober 1865 – Nishi-ku, wijk van Hiroshima, 13 maart 1940) was een Japans componist en militaire kapelmeester.

## Levensloop
Nagai werd in 1878 lid van een militair muziekkorps. Hij studeerde muziek bij het militair samen met Charles Leroux en in 1880 behaalde hij het diploma als militaire kapelmeester en instructeur. In 1891 werd hij bevordert tot militaire kapelmeester. In 1894 werd hij verzet naar het hoofdkwartier van de Japanse tweede Armee. Hij werd ingezet tijdens de Eerste Chinees-Japanse Oorlog en nam in 1895 deel aan de slag van Weihai. Gedurende deze periode ontstond ook zijn bekendste werk Yuki no Shingun, oftewel de sneeuwmars. In 1903 kon hij in Frankrijk studeren en werd in 1904 na zijn terugkomst kapelmeester aan de "Toyama Army School". In 1905 verzorgde hij het eerst een concert in een concertgebouw binnen het "Hibiya Park" in Tokio. In 1910 kon hij met een militaire muziekkapel naar een tentoonstelling in Engeland reizen en maakte vervolgens een concerttournee.
In september 1915 ging hij met pensioen, maar hij werd directeur van het Koninklijke theater. Na de Aardbeving Kanto 1923 verhuisde hij naar Nishi-ku een wijk van Hiroshima.
Hij schreef als componist vele marsen maar ook patriottische liederen voor universiteiten.

## Composities

### Werken voor harmonieorkest
- 1892 Yuan pirates
- 1895 Yuki no Shingun (雪の進軍)
- 1899 Infantry duty (The Heart of Infantry) - tekst: Akikatsu Kato
- Army song of triumph
- Cherry march
- Eight hundred and six village road
- Song of the military imperial instructions - tekst: Tateki Owada[1]

### Vocale muziek

#### Liederen
- Takushoku University school song, voor samenzang
- Waseda Jitsugyo Gakko school song, voor samenzang
- Furuta elementary school song, voor samenzang

### Filmmuziek
- Chi to suna

## Media
1. ↑  Song of the military imperial instructions. Gearchiveerd op 2 februari 2023.

- CiNii: DA15867996
- MusicBrainz: 83acbd45-573a-4019-ba78-5700964b24bb
- Bibliotheek van het Japanse parlement: 00481103
- Virtual International Authority File: 252069932